# Liberty Bar
Liberty Bar est un roman policier de Georges Simenon, écrit en mai 1932 à Marsilly (Charente-Maritime) et publié en juillet de la même année. Il fait partie de la série des Maigret.

## Résumé
William Brown a été assassiné à coups de couteau à Antibes, en revenant d'une de ses « neuvaines », beuveries au cours desquelles il lui arrivait de disparaître plusieurs jours. 
Arrivé sur les lieux, Maigret entreprend de retracer son itinéraire. Il commence par faire la connaissance des « deux femmes » de Brown : sa maîtresse, Gina, et la mère de celle-ci. Milieu sordide, d'où il n'est pas étonnant que Brown ait cherché à s'échapper. 
Puis Maigret découvre à Cannes le « Liberty-Bar », refuge d'ivrognes, où on joue, où on fume et où on échafaude des projets ; c'est là que Brown venait se saouler. La vieille Jaja y règne, énorme, en compagnie de la jeune Sylvie, qu'elle a prise sous sa protection. 
Maigret fait la connaissance du fils de Brown. C'est ainsi qu'il apprend que la victime, riche propriétaire, avait quitté l'Australie et sa famille pour l'Europe, où il avait mené la vie facile et dispendieuse de la Côte d'Azur. Sa famille l'avait alors privé de ressources, ne lui laissant chaque mois que les moyens de vivre décemment.
Maigret surprend Sylvie, au moment où le fils Brown vient de lui remettre une forte somme d'argent pour faire disparaître le testament que détient Joseph, son amant. Ce testament a été rédigé par Brown en
faveur des femmes dans l'entourage desquelles il vivait, afin de narguer sa famille une dernière fois, après s'être encanaillé jusqu'au bout. 
Tandis que Sylvie et Joseph vont en prison, Jaja tente vainement de se suicider et avoue la vérité : c'est elle qui a tué Brown (dont elle était la maîtresse) le jour où il l'a trompée avec Sylvie. Pour elle, désormais, tout est fini ; gravement malade, elle mourra bientôt. Maigret classe l'affaire sans inculper Jaja.

## Aspects particuliers du roman
Maigret s’identifie, au moins au début, à William Brown, à qui il ressemble physiquement.

## Fiche signalétique de l'ouvrage

### Cadre spatio-temporel

#### Espace
Antibes. Cannes.

#### Temps
Époque contemporaine ; l’enquête dure trois jours et se déroule en mars.

### Les personnages

#### Personnage principal
William Brown, Australien vivant depuis environ dix-sept ans sur la Côte d’Azur, la victime. Sans profession. Marié, séparé de sa famille, qui lui verse une rente mensuelle, trois fils. Âge mûr.

#### Autres personnages
- Gina Martini, maîtresse de Brown depuis dix ans, et sa mère.
- Jaja, propriétaire du Liberty-Bar.
- Sylvie, « filleule » de Brown, en fait prostituée de 21 ans.
- Joseph Ambrosini, garçon au Casino de Cannes, souteneur amant de Sylvie.
- Harry Brown, fils de William, la trentaine.

## Éditions
- Édition originale : Fayard, 1932
- Tout Simenon, tome 17, Omnibus, 2003  (ISBN 978-2-258-06102-6)
- Livre de poche n° 14252, 2004  (ISBN 978-2-253-14252-2)
- in Maigret sur la Riviera (avec Maigret voyage), Livre de poche n° 32256, 2011  (ISBN 978-2-25-316127-1)
- Tout Maigret, tome 3, Omnibus,  2019  (ISBN 978-2-258-15044-7)

## Adaptations
- Liberty Bar, téléfilm français de Jean-Marie Coldefy, avec Louis Arbessier, diffusé en 1960.
- Liberty Bar, téléfilm anglais de Andrew Osborn avec Rupert Davies, diffusé en 1960.
- Liberty Bar, téléfilm français de Jean-Paul Sassy, avec Jean Richard, diffusé en 1979.
- Sous le titre Maigret et le Liberty Bar, téléfilm français de Michel Favart, avec Bruno Cremer, diffusé en 1997.

Au théâtre
- Liberty Bar, comédie policière en trois actes avec Jean Morel, création en 1955.